# Таварамати (станция, Токио)
Станция Таварамати (яп. 田原町駅 таварамати эки) — железнодорожная станция на линии Гиндза, расположенная в специальном районе Тайто в Токио. Станция обозначена номером G-18. 22 мая 2017 года на станции были установлены автоматические платформенные ворота.

## Планировка станции
Две платформы бокового типа и два пути.
| 1 | ○ Линия Гиндза | Уэно, Гиндза, Акасака-Мицукэ, Сибуя |
| 2 | ○ Линия Гиндза | Асакуса                             |

## Близлежащие станции
| «       |  | Линия        |  | »       |
| ------- |  | ------------ |  | ------- |
| Инаритё |  | Линия Гиндза |  | Асакуса |